# Сини (Сардиния)
Сини (итал. Sini) — коммуна в Италии, располагается в регионе Сардиния, в провинции Ористано.
Население составляет 564 человека (2008 г.), плотность населения составляет 65 чел./км². Занимает площадь 9 км². Почтовый индекс — 9090. Телефонный код — 0783.

## Демография
Динамика населения:

## Администрация коммуны
- Официальный сайт: